# Gatteville-le-Phare
Gatteville-le-Phare, ou Gatteville-Phare, (Gatteville jusqu'en 1947), est une commune française, située dans le département de la Manche en région Normandie, peuplée de 468 habitants.

## Géographie

### Localisation
La commune, menacée par l'urbanisation, l'agriculture et le tourisme, est située sur la pointe de Barfleur, dans la partie nord-est du Cotentin.
Les communes limitrophes sont Barfleur, Montfarville, Sainte-Geneviève, Tocqueville et Vicq-sur-Mer.
Le phare de Gatteville est situé très exactement aux antipodes des îles Antipodes, en Nouvelle-Zélande, nommées ainsi par les Anglais parce qu'elles sont la terre émergée la plus proche des antipodes de Londres.

### Hydrographie
La commune est située dans le bassin Seine-Normandie. Elle est drainée par le ruisseau de Cliquempoix, le ruisseau de la Coupliere et le cours d'eau 02 de la Bretonne,,.

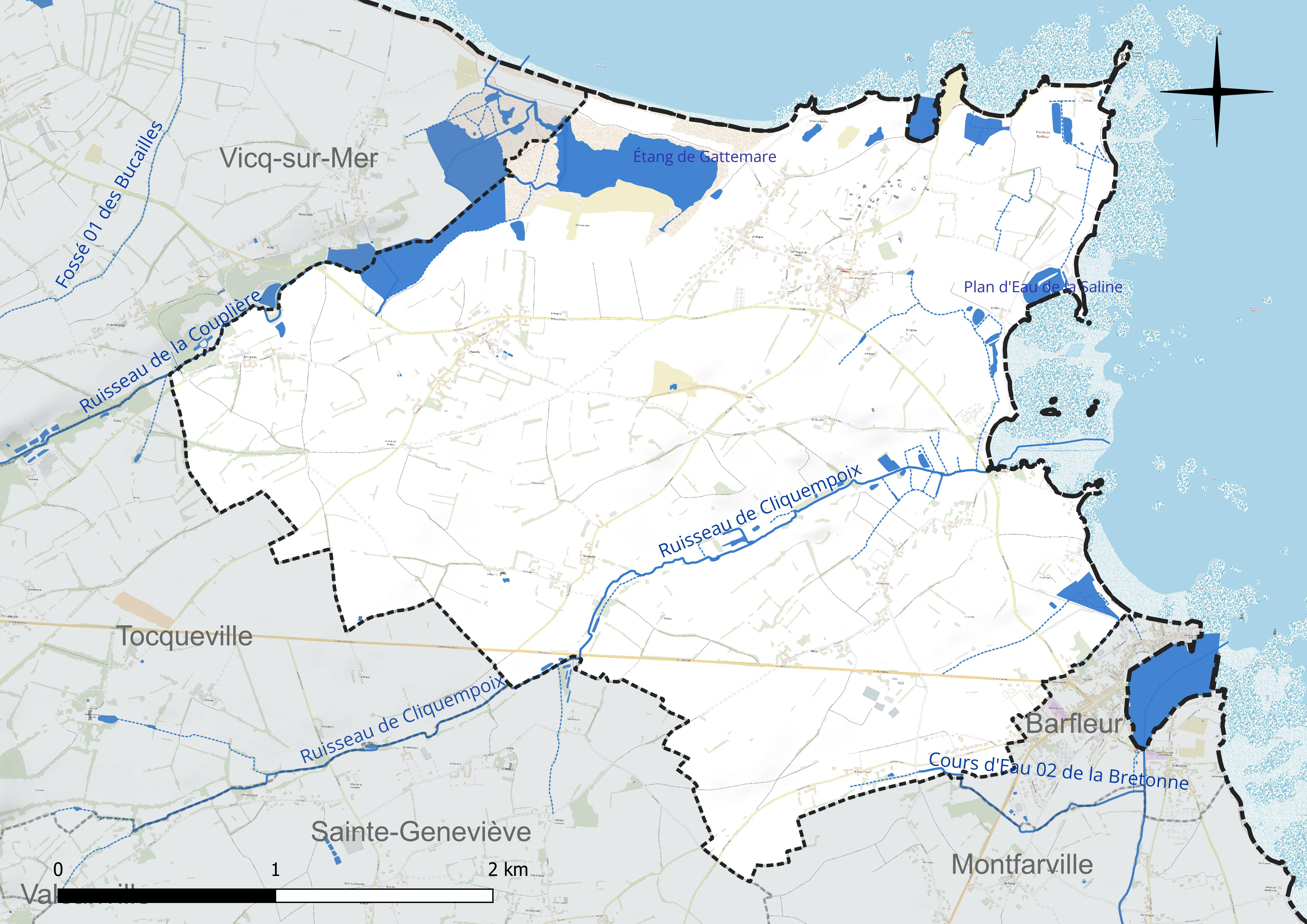
Réseau hydrographique de Gatteville-le-Phare.

Deux plans d'eau complètent le réseau hydrographique : le plan d'eau de la Saline (1,9 ha) et l'étang de Gattemare, d'une superficie totale de 17,2 ha (16,8 ha sur la commune),.

### Climat
Pour des articles plus généraux, voir Climat de la Normandie et Climat de la Manche.
En 2010, le climat de la commune est de type climat océanique franc, selon une étude du CNRS s'appuyant sur une série de données couvrant la période 1971-2000. En 2020, Météo-France publie une typologie des climats de la France métropolitaine dans laquelle la commune est exposée à un climat océanique et est dans la région climatique Normandie (Cotentin, Orne), caractérisée par une pluviométrie relativement élevée (850 mm/a) et un été frais (15,5 °C) et venté. Parallèlement le GIEC normand, un groupe régional d’experts sur le climat, différencie quant à lui, dans une étude de 2020, trois grands types de climats pour la région Normandie, nuancés à une échelle plus fine par les facteurs géographiques locaux. La commune est, selon ce zonage, exposée à un « climat maritime », correspondant au Cotentin et à l'ouest du département de la Manche, frais, humide et pluvieux, où les contrastes pluviométrique et thermique sont parfois très prononcés en quelques kilomètres quand le relief est marqué.
Pour la période 1971-2000, la température annuelle moyenne est de 11,1 °C, avec une amplitude thermique annuelle de 10,1 °C. Le cumul annuel moyen de précipitations est de 863 mm, avec 13,7 jours de précipitations en janvier et 7,4 jours en juillet. Pour la période 1991-2020, la température moyenne annuelle observée sur la station météorologique installée sur la commune est de 11,6 °C et le cumul annuel moyen de précipitations est de 866,7 mm,. Pour l'avenir, les paramètres climatiques de la commune estimés pour 2050 selon différents scénarios d’émission de gaz à effet de serre sont consultables sur un site dédié publié par Météo-France en novembre 2022.
| Mois                                  | jan.          | fév.          | mars          | avril         | mai           | juin         | jui.        | août          | sep.          | oct.          | nov.          | déc.          | année     |
| ------------------------------------- | ------------- | ------------- | ------------- | ------------- | ------------- | ------------ | ----------- | ------------- | ------------- | ------------- | ------------- | ------------- | --------- |
| Température minimale moyenne (°C)     | 4,5           | 4             | 5             | 6,6           | 9,3           | 12           | 13,7        | 13,8          | 12,3          | 10,3          | 7,3           | 5             | 8,7       |
| Température moyenne (°C)              | 6,8           | 6,5           | 7,7           | 9,9           | 12,5          | 15,3         | 17,3        | 17,3          | 15,7          | 13,1          | 9,8           | 7,5           | 11,6      |
| Température maximale moyenne (°C)     | 9,1           | 9             | 10,5          | 13,1          | 15,7          | 18,6         | 21          | 20,9          | 19,1          | 16            | 12,4          | 9,9           | 14,6      |
| Record de froid (°C) date du record   | −4,5 10.01.09 | −3 01.02.06   | −2,9 01.03.05 | −2,1 07.04.13 | 0,2 01.05.21  | 5,3 04.06.15 | 8 31.07.15  | 7,1 26.08.18  | 4,6 26.09.18  | −1 28.10.03   | −2,6 30.11.16 | −3,5 26.12.10 | −4,5 2009 |
| Record de chaleur (°C) date du record | 16,2 01.01.22 | 18,1 24.02.21 | 20,8 30.03.17 | 23,2 09.04.17 | 30,5 27.05.05 | 33 21.06.17  | 32 19.07.22 | 33,6 01.08.13 | 27,8 17.09.03 | 26,1 02.10.11 | 20,6 01.11.15 | 16,3 19.12.15 | 33,6 2013 |
| Précipitations (mm)                   | 98,2          | 80,5          | 70,2          | 49,1          | 49,4          | 42,4         | 42,5        | 53,3          | 55            | 101,1         | 100,5         | 124,5         | 866,7     |

### Milieux naturels et biodiversité
Le littoral nord de la commune jusqu'au phare fait partie du site d'importance communautaire Caps et marais arrière-littoraux de la pointe de Barfleur au cap Lévi proposé au réseau Natura 2000, en raison de la diversité spécifique des habitats naturels (dunes, marais, étangs littoraux, falaises, rochers, galets, landes…). La pointe est un site classé depuis 2003, sur 300 hectares, à cheval entre Gatteville-le-Phare et Vicq-sur-Mer (ancienne commune de Gouberville).
La commune partage également avec Vicq-sur-Mer (ancienne commune de Gouberville) et Néville-sur-Mer la zone naturelle d'intérêt écologique, faunistique et floristique (ZNIEFF) de l'étang de Gattemare, protégé de la mer par un mince cordon dunaire, dont les 67 hectares ont été acquis par le Conservatoire du littoral entre 1983 et 2006. Son territoire accueille aussi en partie une autre ZNIEFF, le marais littoral de Barfleur, sur cinq hectares. L'étang où s'ébattent poules d'eau, foulques et canards sauvages, abrite notamment une espèce protégée, le choux marin. Gilles de Gouberville notait déjà au XVIe siècle la richesse de l'étang en oiseaux. Les tiges de ses roseaux une fois coupées, servaient pour les couvertures des maisons à toit de chaume.

## Urbanisme

### Typologie
Au 1er janvier 2024, Gatteville-le-Phare est catégorisée commune rurale à habitat dispersé, selon la nouvelle grille communale de densité à sept niveaux définie par l'Insee en 2022.
Elle est située hors unité urbaine.
Par ailleurs la commune fait partie de l'aire d'attraction de Cherbourg-en-Cotentin, dont elle est une commune de la couronne,. Cette aire, qui regroupe 77 communes, est catégorisée dans les aires de 50 000 à moins de 200 000 habitants,.
La commune, bordée par la Manche, est également une commune littorale au sens de la loi du 3 janvier 1986, dite loi littoral. Des dispositions spécifiques d’urbanisme s’y appliquent dès lors afin de préserver les espaces naturels, les sites, les paysages et l’équilibre écologique du littoral, comme le principe d'inconstructibilité, en dehors des espaces urbanisés, sur la bande littorale des 100 mètres, ou plus si le plan local d'urbanisme le prévoit.

### Occupation des sols
L'occupation des sols de la commune, telle qu'elle ressort de la base de données européenne d’occupation biophysique des sols Corine Land Cover (CLC), est marquée par l'importance des territoires agricoles (88,1 % en 2018), en diminution par rapport à 1990 (89,9 %).
La répartition détaillée en 2018 est la suivante : terres arables (68,6 %), prairies (12,5 %), zones agricoles hétérogènes (7 %), zones urbanisées (4,5 %), zones humides intérieures (2,6 %), zones humides côtières (2,3 %), eaux continentales (2,2 %), espaces ouverts, sans ou avec peu de végétation (0,5 %).

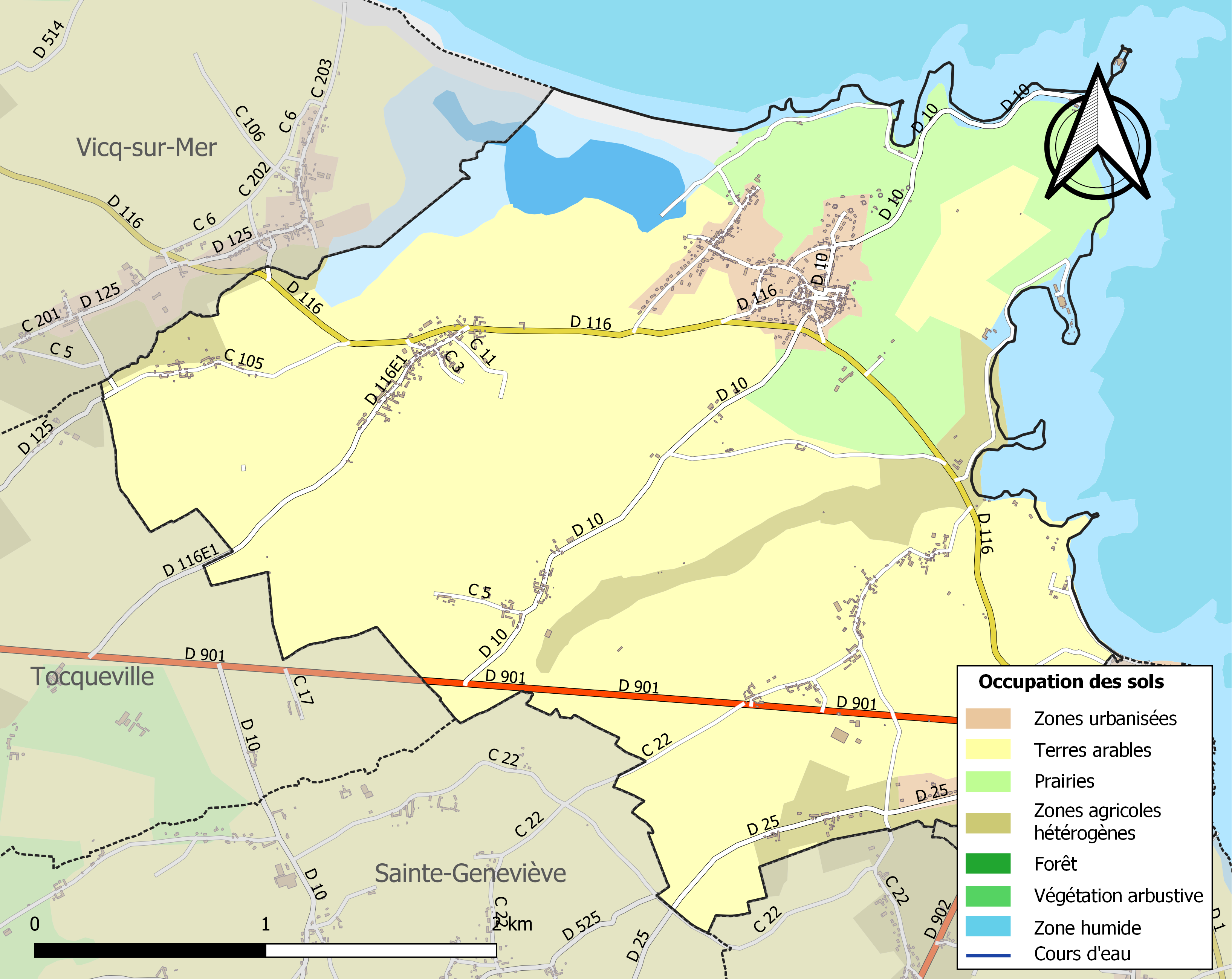
Carte des infrastructures et de l'occupation des sols de la commune en 2018 (CLC).

L'évolution de l’occupation des sols de la commune et de ses infrastructures peut être observée sur les différentes représentations cartographiques du territoire : la carte de Cassini (XVIIIe siècle), la carte d'état-major (1820-1866) et les cartes ou photos aériennes de l'IGN pour la période actuelle (1950 à aujourd'hui).

## Toponymie
Le nom de la localité est attesté sous la forme Gatevilla au XIIe siècle.
Il s'agit d'une formation toponymique médiévale en -ville au sens ancien de « domaine rural ». Il est précédé d’un anthroponyme selon le cas général. Ce nom de lieu n'est connu que par des formes anciennes à partir du XIIe siècle. Gatte- représenterait le nom de personne d'origine germanique Gatto, d'où le sens global de « domaine rural de Gatto »,,. Ce même Gatto a donné son nom à l'étang de Gattemare, ce qui forme une paire toponymique avec un microtoponyme en -mare comme on en rencontre beaucoup en Normandie orientale mais peu dans la Manche, par exemple : Illeville / Illemare ; Hondouville / Hondemare ; Bretteville / Brettemare, etc.
Le nom officiel de la commune a été modifié en 1947 pour inclure la référence au phare de Gatteville, construit en 1834 sur sa côte, qui signale la pointe de Barfleur.

### Micro-toponymie
- Le raz de Barfleur a pour formes anciennes Ras de Cate en 1120 et Cataras en 1149[23], où Cata- Cate- représentent peut-être ce même nom Gatto ou Káti, anthroponyme vieux norrois que l'on rencontre dans les Catteville de Normandie cf. Catteville (Manche, Catevilla vers 1095). Il existe également un nom de personne scandinave Gaddi (vieux danois Gadde)[24].
- Roville, lieu-dit de Gatteville, est attesté sous la forme Rouvilla en 1196[25].
- Néhou, hameau de Gatteville, dont le nom d'origine gaélique Niall adopté sous une forme très proche Njáll dans la société des Vikings norvégiens, et particulièrement en Islande où une saga, la Niáls Saga consacrée à un personnage portant ce nom, et que l'on retrouve en Nord-Cotentin sous la forme Néhou attesté par au moins dans sept noms de lieux : Néhou, Saint-Jacques-de-Néhou, Le quartier du Néhou, lieu-dit d'Auvers, La Néhourie, lieu-dit de Huberville, Néhourie, lieu-dit de Canville-la-Rocque et dans le nom de la commune de Néville[26].

## Histoire

### Préhistoire et antiquité
Sur la commune on a découvert des rognons de silex témoin d'une occupation ancienne par l'homme, notamment à la plage et l'anse du Fligard, entre le port de Roubary et le phare, où le gisement préhistorique est rongé par la mer. Des outils néolithiques et des tessons gallo-romains ont été découverts dans les champs de la Houguette, hameau à l'ouest du bourg.

### Moyen Âge
À la Pointe de Crabec, on trouve les traces d'un cimetière mérovingien et la découverte d'une boucle de ceinture et d'un scramasaxe. Quant à la chapelle des marins, elle remplace un édifice plus ancien, autour duquel a été fouillé au nord de l'édifice un cimetière du VIIe siècle.
La présence de deux sanctuaires sur la paroisse, l'un voué à la Vierge, chapelle Notre-Dame, et l'autre à saint Pierre, et la nécropole mérovingienne qui les environne, pourrait laisser supposer, selon un schéma que l'on retrouve à l'abbaye de Jumièges, à une fondation monastique créée par saint Romphaire († v. 589) à Gatteville au VIe siècle, ou à l'expansion démographique due à la proximité du port de Barfleur qui aurait entrainé l'abandon de la première église pour la construction d'une église plus vaste, placée sous le vocable de saint Pierre .
Au XIe siècle, Jean, seigneur de Gatteville prit part à la première croisade (1066-1099), ainsi que Geoffroy à la troisième avec Philippe Auguste et Richard Cœur de Lion.
C'est au large de la commune, que se brisa la Blanche-Nef (1120), dans le courant de Cataras ou ras de Cate, c'est-à-dire aujourd'hui le raz de Barfleur, causant la mort de la famille d'Henri Ier et d'une partie de la noblesse normande.
La baronnie de Réville, dont le chef était assis en la paroisse de Réville, fief ou membre de fief de haubert tenue du roi par les religieux de Fontaine-Daniel, s'étendait sur les paroisses de Gatteville, d'Anneville-en-Saire, Tocqueville et environs.
Au XVe siècle, la paroisse a pour seigneur Colin III Basan († 1453), qui hérita en 1452 des fiefs de Gatteville, Carneville, Ravenoville, Virandeville et de la vavassorie de Beaurepaire, et sera le premier Basan seigneur de Tonneville.

### Temps modernes
Julien Basan († av. 1567), sera le dernier représentant d'une branche cadette issue de Colin III. Sa fille, Marthe Basan († 1605), dame de Gatteville et Carneville, qui avait épousé, en 1562, Antoine Le Tellier de La Luthumière, est taxé pour ces deux  fiefs de 60 livres, et de 6 livres pour le fief noble de la Haye à Gatteville, dans le rôle des nobles et roturiers, au titre du ban et de l'arrière ban de la vicomté de Coutances, réalisé par Gilles Dancel, seigneur d'Audouville, lieutenant général du bailli de Cotentin, tenu à Coutances les 20-22 octobre. Le fief de Gatteville qui valait un quart de fief de haubert et relevait de la baronnie de la Luthumière à Brix, avait des extensions sur Barfleur, Montfarville, Réville, Tocqueville, Gouberville et Sainte-Geneviève.
En 1702, alors que les hostilités sont à nouveau ouvertes dans le cadre de la guerre de Succession d'Espagne, et que le Cotentin croit être exposé à une descente imminente des Anglais, la côte n'est protégée que par quelques corps de garde et deux batteries, une qui défend le port de Barfleur, et une autre, élevée cette même année, afin de protéger l'anse de Gattemare. Construite sur l'ordre de Monsieur de Pontchartrain elle doit empêcher, grâce à ses deux canons de douze livres, les Anglais de prendre les navires qui s'y réfugient dans l'attente de passer le raz.
Le 12 décembre 1747 Jacques-François-Léonor Goyon de Matignon (1689-1751), seigneur de Gatteville par alliance, vend, pour la somme de 250 000 livres, la terre de Gatteville à messire Jean-Baptiste Hook, ancien capitaine au régiment de Fitz James, cavalerie irlandaise.

### Époque contemporaine
Gabriel du Mesnildot, qui avait émigré, reprit possession de ses biens et dut affronter, à propos de l'étang de Gattemare, un procès contre les communes de Gouberville, Gatteville et Tocqueville, qui ne se terminera qu'en 1842.
C'est sur le rocher de Quillebœuf que le 27 février 1860, eut lieu le naufrage de la Luna, un trois-mâts américain, et dont la population de l'anse du Crabec, alertées par les cris et les hurlements assista à la disparition des naufragés. Sur les 103 personnes à bord, seulement deux furent sauvées. Dans le cimetière communal on peut voit la pierre tombale d'une des victimes, et une colonne tombale près de la chapelle des Marins.

## Politique et administration
| Période   | Période  | Identité             | Étiquette | Qualité               |
| --------- | -------- | -------------------- | --------- | --------------------- |
| v. 1840   |          | Louis-François Houet |           | Cultivateur           |
|           |          |                      |           |                       |
| juin 1995 | En cours | Christine Léonard    | SE        | Hôtelier de plein air |

Le conseil municipal est composé de onze membres dont le maire et deux adjoints.

## Population et société
Les habitants de la commune sont appelés les Gattevillais.

### Démographie
L'évolution du nombre d'habitants est connue à travers les recensements de la population effectués dans la commune depuis 1793. Pour les communes de moins de 10 000 habitants, une enquête de recensement portant sur toute la population est réalisée tous les cinq ans, les populations de référence des années intermédiaires étant quant à elles estimées par interpolation ou extrapolation. Pour la commune, le premier recensement exhaustif entrant dans le cadre du nouveau dispositif a été réalisé en 2006.
En 2022, la commune comptait 468 habitants, en évolution de −4,88 % par rapport à 2016 (Manche : −0,31 %, France hors Mayotte : +2,11 %).
| 1793  | 1800  | 1806  | 1821  | 1831  | 1836  | 1841  | 1846  | 1851  |
| ----- | ----- | ----- | ----- | ----- | ----- | ----- | ----- | ----- |
| 1 311 | 1 072 | 1 278 | 1 172 | 1 308 | 1 298 | 1 255 | 1 193 | 1 169 |

| 1856  | 1861  | 1866  | 1872 | 1876 | 1881 | 1886 | 1891 | 1896 |
| ----- | ----- | ----- | ---- | ---- | ---- | ---- | ---- | ---- |
| 1 093 | 1 043 | 1 038 | 975  | 935  | 930  | 875  | 894  | 911  |

| 1901  | 1906  | 1911 | 1921 | 1926 | 1931 | 1936 | 1946 | 1954 |
| ----- | ----- | ---- | ---- | ---- | ---- | ---- | ---- | ---- |
| 1 026 | 1 065 | 900  | 849  | 826  | 797  | 791  | 686  | 602  |

| 1962 | 1968 | 1975 | 1982 | 1990 | 1999 | 2006 | 2011 | 2016 |
| ---- | ---- | ---- | ---- | ---- | ---- | ---- | ---- | ---- |
| 612  | 591  | 535  | 532  | 556  | 561  | 516  | 486  | 492  |

| 2021 | 2022 | - | - | - | - | - | - | - |
| ---- | ---- | - | - | - | - | - | - | - |
| 475  | 468  | - | - | - | - | - | - | - |

## Économie
On trouve sur la commune la présence de champs de choux qui rappellent l'importance des cultures légumières dans le Val de Saire et dont la douceur du climat fait de Gatteville, à l'extrémité du Val de Saire, un endroit propice aux cultures maraîchères.
Est également présent à Gatteville la Société Atlantique de Mariculture (SATMAR) spécialisée dans la production de naissains d'huitres et de palourdes.

## Culture locale et patrimoine

### Lieux et monuments
Le sémaphore, construit en 1774 sur les bases d'un ancien phare, haut de 25 mètres, et remplacé par un nouveau phare construit à seulement quelques mètres de 1829 à 1835, avec 11 000 blocs de granit. Le phare de Gatteville, est le deuxième phare le plus haut (75 mètres) de France après le phare de l'île Vierge. Les guides amusent le public en disant qu'il possède 365 marches (une par jour de l'année), 52 fenêtres (une par semaine) et 12 paliers (un par mois) alors qu'il ne compte que 349 marches.
L'ancienne ligne de chemin de fer de Cherbourg à Barfleur, le « Tue-Vaques » passait à la gare de Gatteville aujourd'hui désaffectée, située au sud-ouest du bourg au lieu-dit la gare.
Le hameau de Denneville, situé au sud-ouest du bourg était traversé par l'ancienne route royale Cherbourg-Barfleur et qui a été remplacée au XIXe siècle par la route actuelle, plus rectiligne. On y trouve la présence de trois manoirs, probablement construits par les Hennot.
Plusieurs bâtiments sont classés ou inscrits au titre des monuments historiques : 
- la chapelle des Marins (chapelle Notre-Dame-de-Bonsecours ou de Bonne-Espérance) des XIe – XIXe siècles[50] avec son autel en bois du XVIIIe siècle classé au titre objet[51] ;
- l'église paroissiale Saint-Pierre des XIe, XVe, XVIIIe – XIXe siècles, avec deux tours dont une romane du XIe siècle[52], chœur du XVIe, façade de 1760 et au-dessus du portail inscriptions et armoiries, clés en sautoir. Elle abrite, classé au titre objet, une statue de saint Martin[53], un tabernacle sculpté du XVe siècle[54], et une représentation de la Trinité du XVIe siècle[55] ;
- le manoir du Broc datant du XVIe siècle[56].

Le manoir d'Imbranville des XVe – XVIIIe siècles se situe également sur le territoire communal. Datant du XVe siècle, remanié en 1718 par l'adjonction d'une aile en retour, le manoir est occupé par l'armée allemande durant la Seconde Guerre mondiale puis racheté par la ville d'Équeurdreville en 1953 pour le transformer en centre de vacances.
La ferme-manoir des Tourelles du XVIe siècle, s'ouvre par une belle porterie, avec une grande arche légèrement surbaissée et en arc en plein cintre pour la porte piétonne, accolée à une tour ronde aveugle et doté d'un montoir.
Quant au manoir de Durécu, il n'en subsiste que quelques vestiges perdues dans les broussailles. Le fief de Durescu est vendu le 2 novembre 1509 par Guillaume Durand (dit Durescu) à Nicolas Bazan, premier époux de Gilette du Hamel. Il échoit à Jean Gueret, fils et héritier de Gilette. Par un contrat d'échange du 6 novembre 1551, Jean de Gueret, écuyer, sieur de Durescu, cède le fief et seigneurie à Jean Ferey (1518-1590), secrétaire des finances, contre la prise à bail d'un tènement  nommé le manoir du Puits et moulin Broquet sis à Teurtheville. Il est dit alors qu'en la paroisse de Gatteville il y a un « manoir, maison, moulin, colombier à pied, domaine fieffé et non fieffé, juridiction, service de prévôté, droit de gravage ». Ce fief de Durescu était avec son gage plège tenu pour un quart de fief de la seigneurie d'Olonde à Canville et était assis en la paroisse de Gatteville, Urville, Quierqueville [sic], Fermanville, Morsalines, Barfleur, Montfarville et autres paroisses limitrophes.
On trouve également le manoir de l'Épine ou maison de Denneville des XVIe – XVIIe siècles, ainsi qu'à la sortie sud-est du bourg, en direction de Barfleur, l'ancien manoir, siège de la seigneurie de Gatteville, et d'un premier château dont il ne reste aucune trace, et encore le manoir de Néhou avec une entrée double et de belles souches de cheminée du XVIIe siècle. La petite mairie, proche de la chapelle des marins, quant à elle date du XVIIIe siècle tout comme la plupart des maisons du bourg.
L'ancien moulin à vent de Crabec, au sud-est du bourg, date du XVe siècle et aurait été détruit au XVIIe siècle par les Anglais qui l'auraient incendié lors de la bataille de la Hougue. Sa tour ronde, sauvegardée, aurait été peinte en blanc afin de servir d'amer pour les marins. Son toit et ses ailes ont été restitués au début du XXIe siècle.
Le carrefour à chevaux situé après le hameau de Néhou sur la route vers Barfleur, et qui coupait jadis un simple sentier permettant de se rendre à Montfarville est enveloppé d'une légende, rappelant une singulière bataille que rapporta l'abbé Charles Birette en 1932 dans Le Val de Saire illustré.
Les hameaux d'Imbranville et de Rauville arborent de nombreuses maisons anciennes des XVIIIe et XIXe siècles : fermes anciennes, maison bourgeoises et quelques manoirs dont le manoir de Rauville. Celui-ci daté des XVe et XVIe siècles, remanié aux XVIIe et XIXe siècles et restauré depuis, a sa façade arrière percée par quatre baies chanfreinées, dont une qui arbore une disposition assez rare. L'avant-corps, plus élevé à l'origine, abrite un escalier droit. et conserve une embrasure pour arquebuse. Le manoir d'Imbranville date du XVIIe siècle et a été remanié au XIXe siècle. Sa façade nord, orienté vers le ruisseau Complières, arbore une tourelle qui fait partie des modifications récentes. En face du manoir se dresse un bâtiment dont la structure remonte au moins au XVIe siècle. Sa façade est percée de petites fenêtres chanfreinées du XVIe qui ont été bouchées lors de modifications au XVIIIe siècle et cachées sous un enduit et depuis dégagées. La date de 1567 inscrite sur la façade correspond à la date de construction de l'édifice et celle de 1760 aux modifications dans les ouvertures.
Le port de Roubary, qu'on atteint par la petite route qui mène au phare, est constitué d'une courte jetée protégeant une petite anse qui a servi pour le transport du granite et sert aujourd'hui d'abri à quelques petits bateaux.
Au nord du village, près de la mer, et de nos jours dans une propriété privée, se dresse la batterie de Gatteville, construite par les Allemands à partir de 1942 sous la référence STP 152. Elle se compose de quatre casemates équipées de canons d'origine française K420 de 155 mm d'une portée de 20 km, avec un poste de direction de tir en arrière de la position.
Pour mémoire
Le manoir, avec à proximité une source, au sud-est de Gatteville, serait à l'emplacement de l'ancien Quillebeuf face aux rochers en mer du même nom.
La paroisse abritait également un prieuré possession du chapitre cathédrale de Coutances.

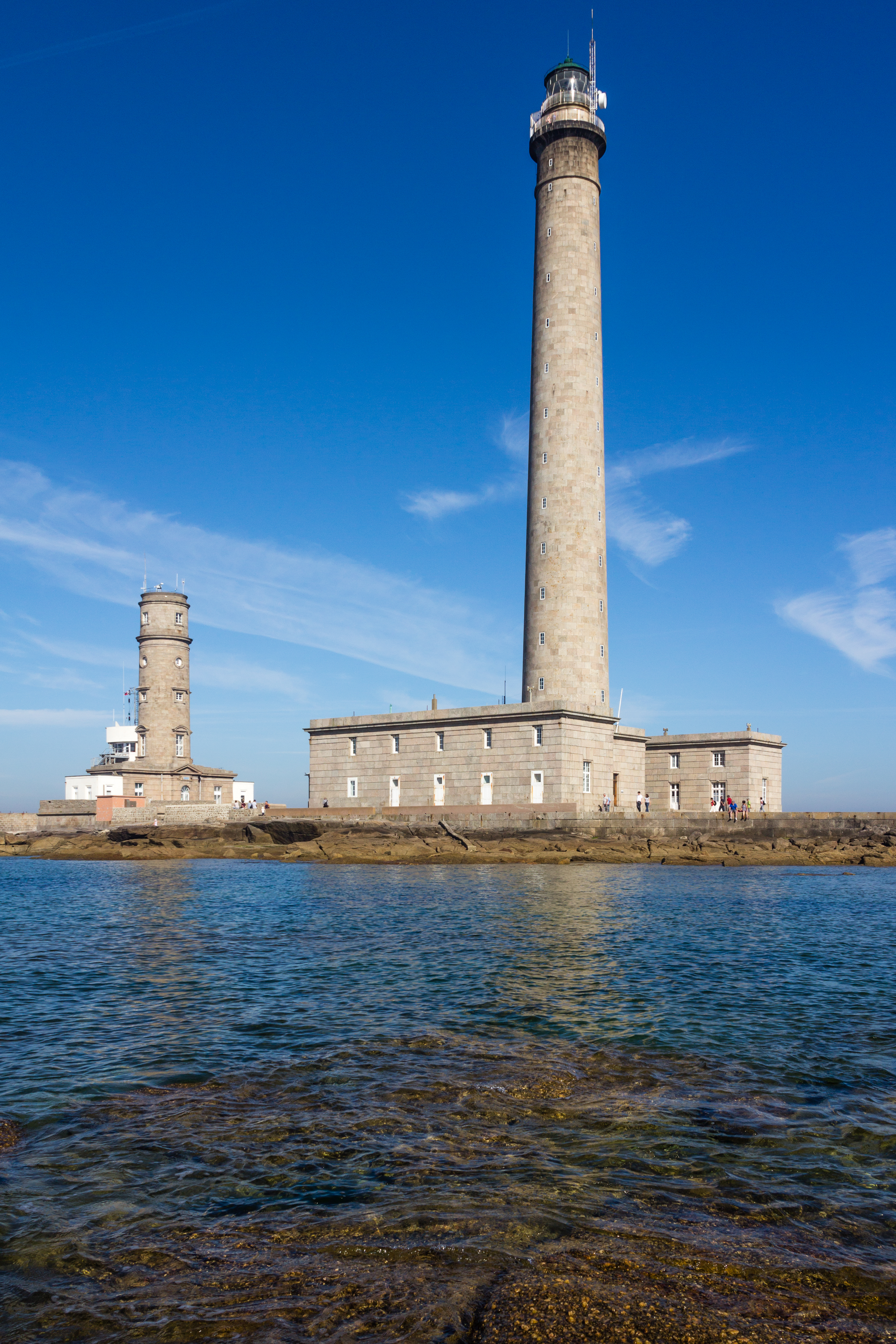
Le sémaphore et le phare.
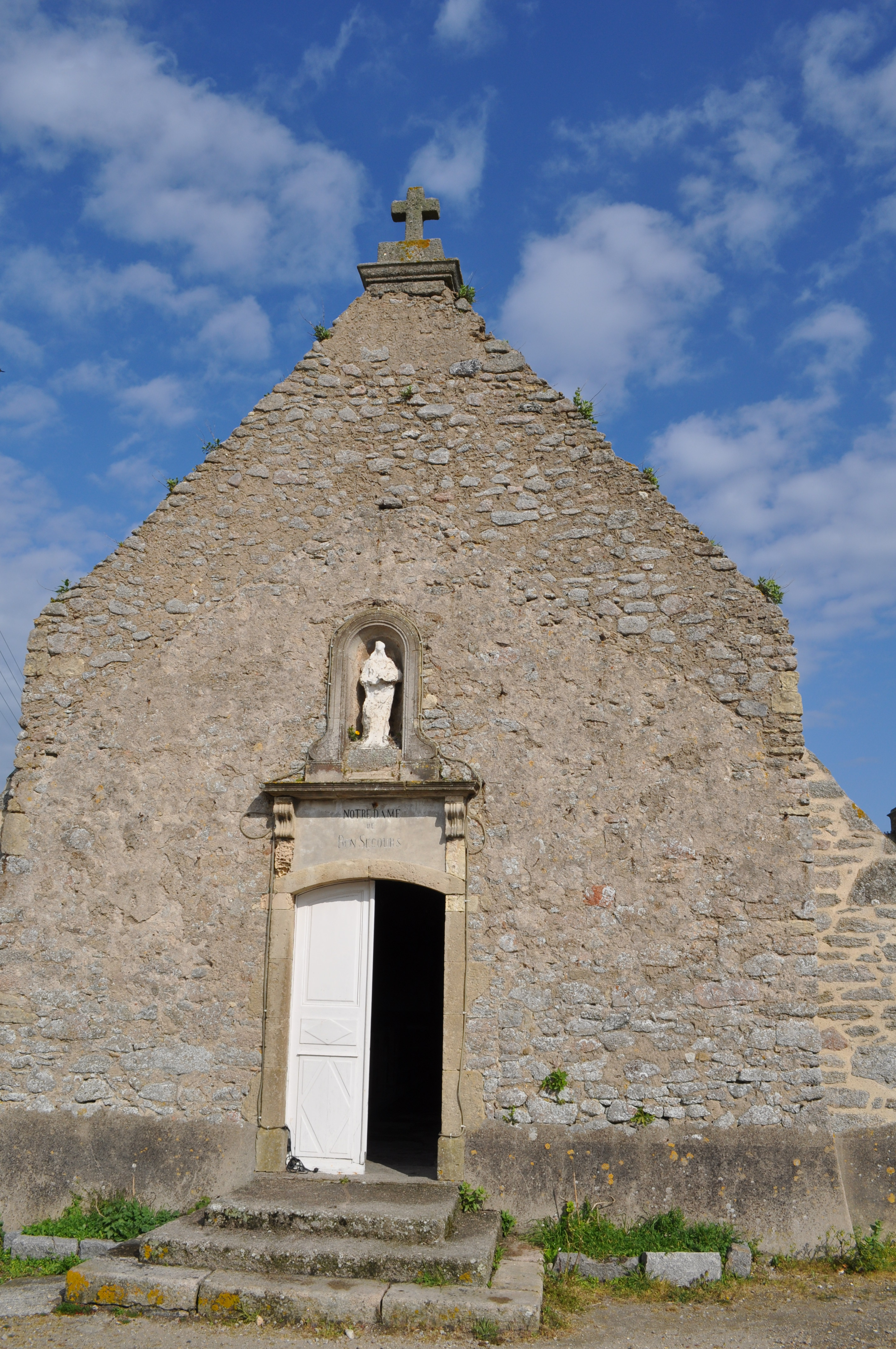
Façade de la chapelle des Marins.
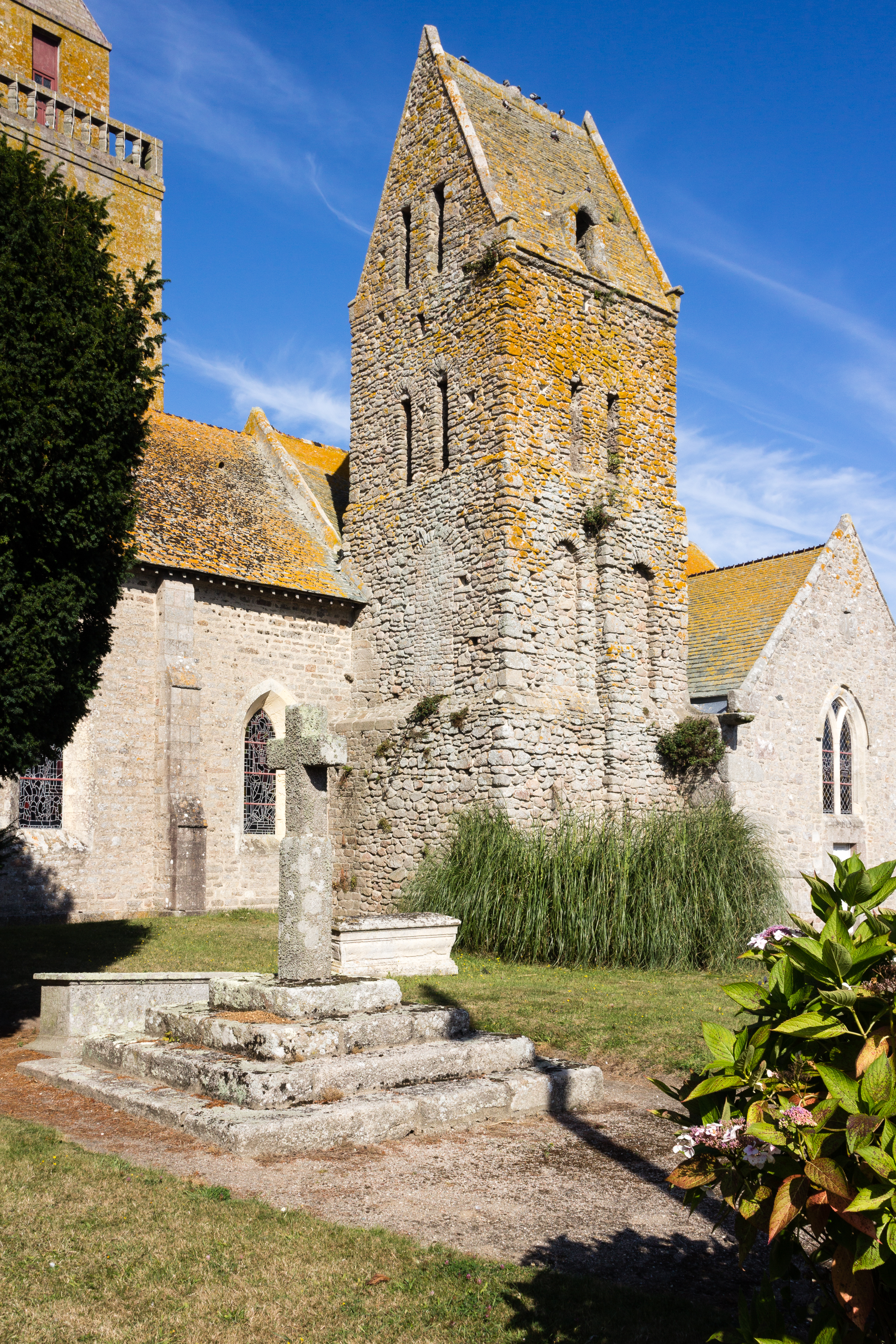
Clocher roman de l’église Saint-Pierre.
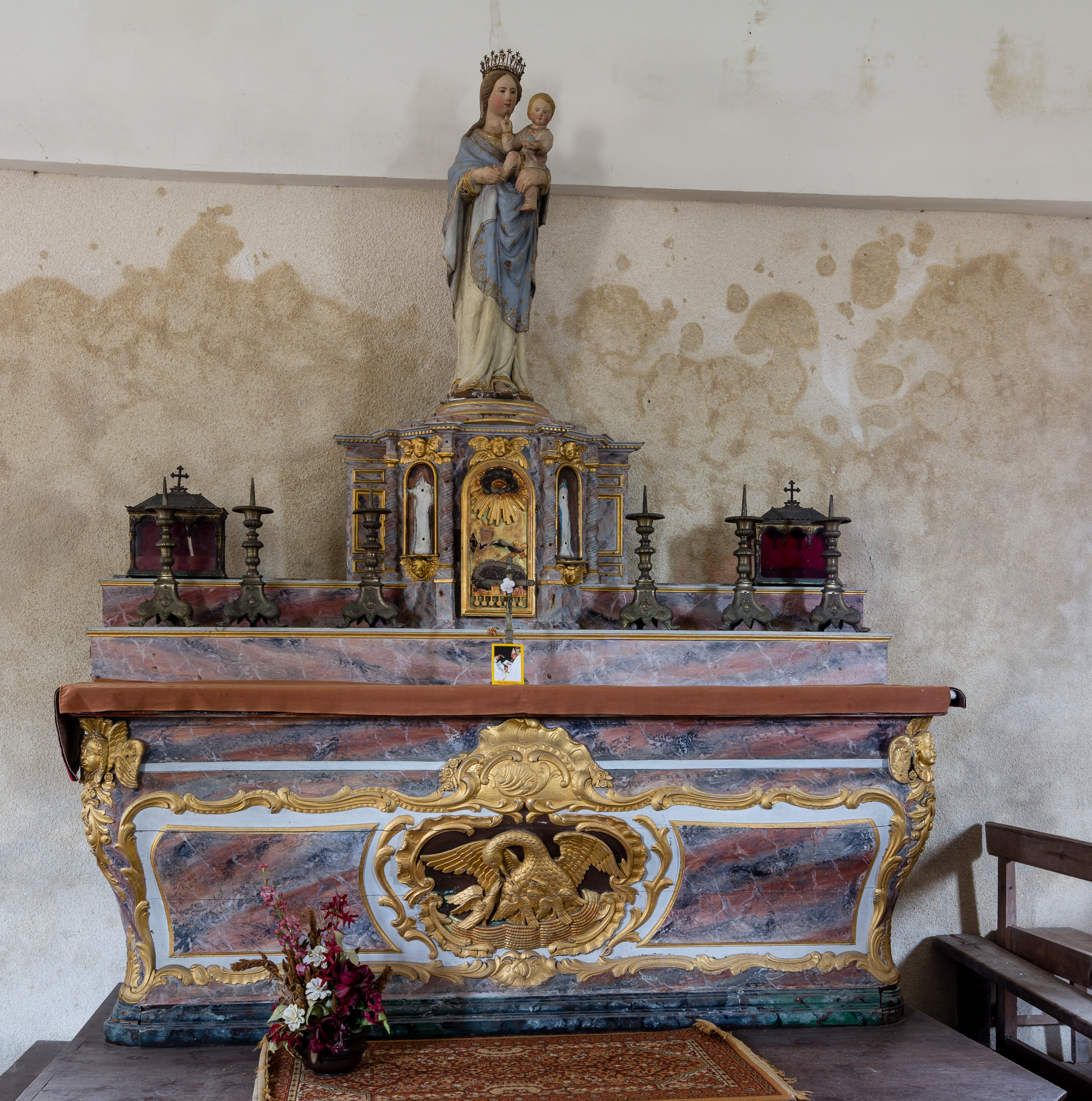
Maître-autel de la chapelle Notre-Dame-de-Bon-Secours.

### Patrimoine culturel

#### Au cinéma
- Le film Diva (1981) dont des scènes ont été tourné au phare de Gatteville[66].
- Le film Le Démon dans l'île (1983) dont des scènes ont été tourné à Gatteville[66].

#### Dans la peinture
- Le phare de Gatteville fut notamment peint par Jean-Louis Petit (1795-1876) Vue du phare de Gatteville (vers 1836), huile sur toile, conservée au musée Thomas-Henry de Cherbourg et par Paul Signac (1863-1935) Le Phare de Gatteville, huile sur carton, 1934[67].

### Personnalités liées à la commune
- Guillaume de Campserveur († v. 1464), seigneur de Brucan (Le Mesnil-au-Val), de Garancière à Digosville, de Digosville, de Gatteville, capitaine du château de Cherbourg en 1410[68].
- Charles-Félix Morice de la Rue (1800-1880), ingénieur des Ponts et Chaussées, constructeur des phares de Gatteville et Goury, du port de Saint-Vaast et des grandes routes du Cotentin[68], décédé dans son château de Garancière à Digosville.
- Gustave Jurczyszyn, résistant originaire de Gatteville, arrêté puis battu par la police de Cherbourg le 2 juillet 1942[69], avant d'être livré à la Gestapo. Cette arrestation aura des conséquences tragiques : on découvrira que ce Français est membre d'un réseau et une quarantaine de personnes seront arrêtées, certains déportées. Dix ne reviendront jamais. Gustave Jurczyszyn est fusillé le 24 novembre 1942 à Saint-Lô[70]. Les policiers de Cherbourg et de Rouen, coupables de cette tragédie, n'ont jamais été inquiétés. On en tirera un livre, L'Affaire Jurczyszyn, publié en 2009.

### Héraldique
| Armes non officielles de Gatteville | Gatteville-le-Phare n'a pas de blason officiel. Lui sont parfois attribuées les armes de la famille de Hennot, anciens seigneurs de Denneville, à Gatteville. Ces armes se blasonnent ainsi : de gueules au croissant d'argent accompagné de trois étoiles d'or, 2 en chef et 1 en pointe. |